# 方昇 (成化進士)
方昇（1431年—？），字起東，湖廣岳州衛人，明朝政治人物。同進士出身。

## 生平
成化元年（1465年）乙酉科湖廣鄉試第一名。成化二年（1466年）丙戌科會試第三百四十五名，殿試登進士第三甲第一百零五名。

## 家族
曾祖方昱，曾任鎮撫。祖父方琳，曾任鎮撫。父亲方恕。